# Veliki obli mišić
Veliki obli mišić (lat. musculus teres major) je mišić ramena. Mišić inervira lat. nervus thoracodorsalis.

## Polazište i hvatište
Mišić polazi sa stražnje strane lopatice (donji ugao lopatice, lateralni rub i lat. fossa infraspinata), a hvata se za ramenu kost (točnije, lat. crista tuberculi minoris).

##### Funkcija
-mišić adducira ruku, a retrofleksija ruke udružena je s unutarnjom rotacijom